# 港則法
港則法（こうそくほう、昭和23年法律第174号）は、港内における船舶交通の安全および港内の整とんに関する日本の法律である。
海上保安庁交通部航行安全課が所管し、同庁海洋情報部航海情報課、国土交通省海事局安全・環境政策課および港湾局海岸・防災課と連携して執行にあたる。

## 構成
- 第1章 総則（第1条 - 第3条）
- 第2章 入出港及び停泊（第4条 - 第10条）
- 第3章 航路及び航法（第11条 - 第19条）
- 第4章 危険物（第20条 - 第22条）
- 第5章 水路の保全（第23条 - 第25条）
- 第6章 灯火等（第26条 - 第30条）
- 第7章 雑則（第31条 - 第50条）
- 第8章 罰則（第51条 - 第56条）
- 附則